# Débora Arango
Pour les articles homonymes, voir Arango.
 (octobre 2021).
Débora Arango Pérez, née le 11 novembre 1907 à Medellín et morte le 4 décembre 2005 à Envigado, est une artiste et aquarelliste colombienne.

## Biographie
Débora Arango est née le 11 novembre 1907 à Medellín, en Colombie, au sein d'une famille catholique de classe aisée. Elle est la huitième d'une douzaine de frères et sœurs. 
Pendant ses études à l'école María Auxiliadora, un lycée catholique pour filles à Medellín (en 2017, cette école commence aussi à accepter les hommes), elle rencontre sa professeure d'art, l'Italienne Maria Rabacci, qui encourage l'intérêt et le talent de Débora Arango pour la peinture. Grâce au support de sa professeure, de sa mère Elvira Perez et à celui de son père Castor Arango, un commerçant d'esprit ouvert, Débora Arango s'immerge complètement dans l'art et dans sa carrière d'artiste. Ses études ont été suspendues pendant quelques mois lorsqu'elle a contracté le paludisme. À cette période, Arango vit à la campagne en compagnie d'autres membres de sa famille, une expérience qui la marque et influence son œuvre, car c'est là, selon la sociologue Olga L. Gonzalez, que l'artiste a développé sa sensibilité en liberté. 
Après avoir terminé le lycée, Débora Arango s'est inscrite à l'Instituto de Bellas Artes de Medellín (es), établissement qu'elle a quitté deux ans plus tard car elle considérait que l'enseignement y était très conventionnel. Arango devient le disciple du peintre colombien Pedro Nel Gómez, expert dans la technique de la fresque, et en tant qu'élève, Arango expose pour la première fois en 1937. Plus tard, Débora Arango a voyagé au Mexique pour étudier les muralistes, en Espagne pour étudier la céramique et pour perfectionner sa connaissance de la figure humaine, connaissance qu'elle a acquise grâce aux livres d'un de ses frères qui étudiait la médecine. En 1955, lors de son séjour en Espagne, à une époque où le franquisme était déjà consolidé, Débora a exposé à l'Instituto de Cultura Hispánica de Madrid, mais ses œuvres ont été censurées et l'exposition a été fermée un jour après son ouverture. Cette situation l'a incitée à retourner à Medellín et, la même année, elle a exposé ses œuvres au Centro Colombo-Americano.
Arango a également voyagé en Autriche, aux États-Unis, en Angleterre, en France et en Écosse. 
La censure subie par Débora Arango en Espagne n'était pas la seule, en fait sa carrière artistique a été pleine de censure et de rejet, et ce n'est que dans les années 1980 que cette artiste est devenue pertinente et visible dans l'histoire de l'art colombien. Le rejet dont Arango a fait l'objet de la part d'un secteur ultraconservateur et ultrareligieux de la société colombienne était dû aux thèmes qu'elle abordait dans ses aquarelles et ses dessins : la critique politique et les nus féminins. Ce dernier thème a suscité la plus grande controverse, car il s'agissait d'une femme peignant des nus féminins à une époque où les femmes devaient encore peindre des natures mortes ou des fleurs. Ses peintures n'idéalisaient pas les corps de ses sujets et étaient pleines de dénonciation sociale. Alors qu'elle était critiquée lors des expositions pour ses nus et pour sa "mauvaise" technique, ses collègues masculins qui travaillaient également sur des nus féminins ne recevaient que des éloges. Débora Arango est la première peintre colombienne à traiter le nu féminin, et elle le fait en dehors des canons de la peinture de femmes nues.
Malgré les obstacles rencontrés par Arango, elle a exposé dans divers endroits et a reçu plusieurs prix et distinctions.
Elle meurt le 4 décembre 2005 chez elle à l'âge de 98 ans.